# Ghiacciaio Solis

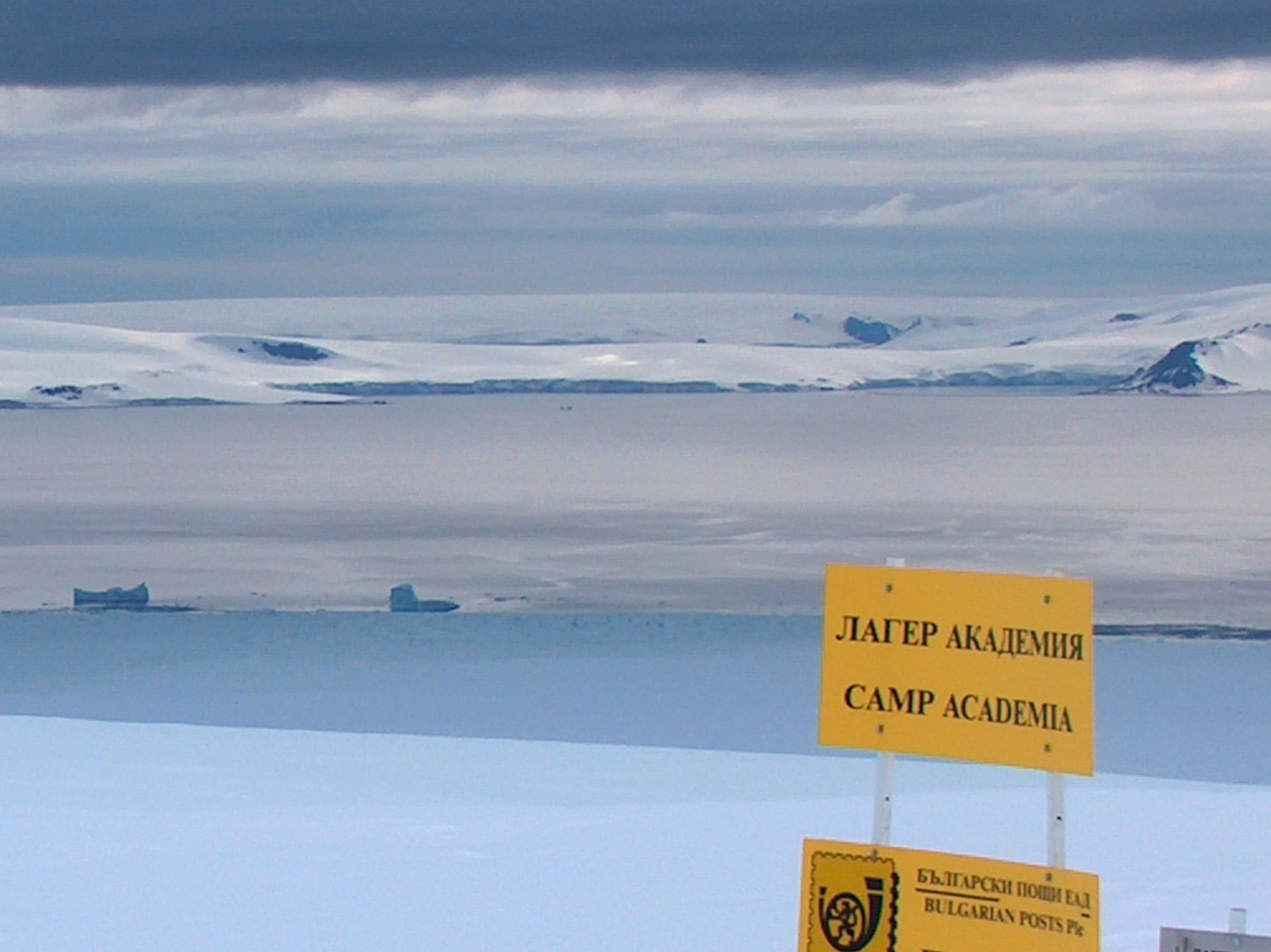
Il ghiacciaio Solis, a destra, visto da Campo Accademia.

Il ghiacciaio Solis è un ghiacciaio lungo circa 2,8 km e largo circa 1,8, situato sull'isola Greenwich, nelle isole Shetland Meridionali, un arcipelago antartico situato poco a nord della Penisola Antartica. Il ghiacciaio si trova in particolare nella regione centro-occidentale dell'isola, dove fluisce verso ovest a partire dal versante nord-occidentale delle cime Breznik, fino a entra nella baia Yankee.

## Storia
Il ghiacciaio Solis è stato così battezzato dai membri della settima spedizione antartica cilena, condotta nella stagione 1952-53 al comando di Alberto Kahn Wiegand, in onore di un membro della spedizione.